# Comissão para o Estudo das Campanhas de África

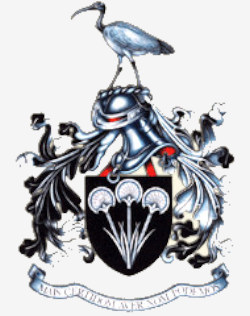
Direcão de História e Cultura Militar

A Comissão para o Estudo das Campanhas de África, também conhecida como CECA, foi uma comissão criada pela Portaria 43/80 de 16 de Fevereiro de 1980, na sequência do Despacho do Chefe de Estado-Maior do Exército de 22 e Março de 1979. Destinava-se a Comissão para o Estudo das Campanhas de África ao estudo das operações militares em África durante o período de 1961 - 1974.

## Portaria
(...) Manda o Conselho da Revolução, pelo Chefe do Estado-Maior do Exército, o seguinte:

1 - É criada, no Estado-Maior do Exército, a Comissão para o Estudo das Campanhas de África (1961-1974).

2 - A referida Comissão, directamente dependente do Chefe do Estado-Maior do Exército, tem por finalidade a reunião, compilação e salvaguarda de elementos sobre toda a documentação e de todos os objectos com potencial interesse para o estudo da intervenção do Exército nas campanhas de África (1961-1974) e para o culto das suas tradições militares, em conformidade com os actuais conceitos de pré-arquivagem.(...)— extracto da Portaria 43/80

## Fundadores
General Manuel Freire Themudo Barata

Brigadeiro Henrique Antonio do Nascimento Garcia

Coronel Manuel dos Santos Moreira

Coronel António Gomes Baptista Ferro

Coronel António Vaz Antunes

Coronel Fernando dos Reis Fernandes Caldeira

Tenente-coronel António Lopes Pires Nunes

## Publicações
- Resenha histórico-militar das campanhas de África (1961-1974) - Enquadramento geral, vol. 1 1988/1988
- Resenha histórico-militar das campanhas de África (1961-1974) - Dispositivo das Nossas Forças (Angola), vol. 2
- Resenha histórico-militar das campanhas de África (1961-1974) - Dispositivo das Nossas Forças (Guiné), vol. 3
- Resenha histórico-militar das campanhas de África (1961-1974) - Dispositivo das Nossas Forças (Moçambique), vol. 4
- Resenha histórico-militar das campanhas de África (1961-1974) - Condecorações militares atribuídas, vol. 5, tomo I - Torre e espada e valor militar
- Resenha histórico-militar das campanhas de África (1961-1974) - Condecorações militares atribuídas, vol. 5, tomo II - Cruz da Guerra (1962-1965)
- Resenha histórico-militar das campanhas de África (1961-1974) - Condecorações militares atribuídas, vol. 5, tomo III - Cruz da Guerra (1966)
- Resenha histórico-militar das campanhas de África (1961-1974) - Condecorações militares atribuídas, vol. 5, tomo IV - Cruz da Guerra (1967)
- Resenha histórico-militar das campanhas de África (1961-1974) - Condecorações militares atribuídas, vol. 5, tomo V - Cruz da Guerra (1968-1969)
- Resenha histórico-militar das campanhas de África (1961-1974) - Condecorações militares atribuídas, vol. 5, tomo VI - Cruz da Guerra (1970-1971)
- Resenha histórico-militar das campanhas de África (1961-1974) - Condecorações militares atribuídas, vol. 5, tomo VII - Cruz da Guerra (1972-1973)«
- Resenha histórico-militar das campanhas de África (1961-1974) - Condecorações militares atribuídas, vol. 5, tomo VIII - Cruz da Guerra (1974-1977  e 1980)
- Resenha histórico-militar das campanhas de África (1961-1974) - Aspetos e atividade operacional, vol. 6, tomo I - Angola - Livro 1
- Resenha histórico-militar das campanhas de África (1961-1974) - Aspetos e atividade operacional, vol. 6, tomo I - Angola - Livro 2
- Resenha histórico-militar das campanhas de África (1961-1974) - Aspetos e atividade operacional, vol. 6, tomo II - Guiné - Livro 1
- Resenha histórico-militar das campanhas de África (1961-1974) - Aspetos e atividade operacional, vol. 6, tomo II - Guiné - Livro 2
- Resenha histórico-militar das campanhas de África (1961-1974) - Aspetos e atividade operacional, vol. 6, tomo II - Guiné - Livro 3
- Resenha histórico-militar das campanhas de África (1961-1974) - Aspetos e atividade operacional, vol. 6, tomo III - Moçambique - Livro 1
- Resenha histórico-militar das campanhas de África (1961-1974) - Aspetos e atividade operacional, vol. 6, tomo III - Moçambique - Livro 2
- Resenha histórico-militar das campanhas de África (1961-1974) - Fichas das unidades, vol. 7, tomo I - Angola
- Resenha histórico-militar das campanhas de África (1961-1974) - Fichas das unidades, vol. 7, tomo II - Guiné
- Resenha histórico-militar das campanhas de África (1961-1974) - Fichas das unidades, vol. 7, tomo III - Moçambique - Livro I
- Resenha histórico-militar das campanhas de África (1961-1974) - Fichas das unidades, vol. 7, tomo III - Moçambique - Livro II
- Resenha histórico-militar das campanhas de África (1961-1974) - Mortos em campanha, vol. 8, tomo I - Angola - Livro I
- Resenha histórico-militar das campanhas de África (1961-1974) - Mortos em campanha, vol. 8, tomo I - Angola - Livro II
- Resenha histórico-militar das campanhas de África (1961-1974) - Mortos em campanha, vol. 8, tomo II - Guiné - Livro I
- Resenha histórico-militar das campanhas de África (1961-1974) - Mortos em campanha, vol. 8, tomo II - Guiné - Livro II
- Resenha histórico-militar das campanhas de África (1961-1974) - Mortos em campanha, vol. 8, tomo III - Moçambique - Livro I
- Resenha histórico-militar das campanhas de África (1961-1974) - Mortos em campanha, vol. 8, tomo III - Moçambique - livro II
- Resenha histórico-militar das campanhas de África (1961-1974) - A engenharia nas campanhas, vol. 11
- Resenha histórico-militar das campanhas de África (1961-1974) - A intendência nas campanhas, vol. 12, tomo I - Angola
- Resenha histórico-militar das campanhas de África (1961-1974) - A intendência nas campanhas, vol. 14 - Comandos - tomo I - Grupos iniciais
- Subsídios para o estudo da doutrina aplicada nas campanhas de África (1961-1974

## Ligações Externas
Biblioteca do Exército